# Arabi El Goni
Arabi El Goni est un homme politique, né le 1er janvier 1920 à Abéché, mort le 22 octobre 1973 à Ndjamena.

## Biographie
Lors des élections législatives anticipées du 2 janvier 1956, les modalités du vote au Tchad restent celles en vigueur depuis la loi du 23 mai 1951, notamment un double collège. La dissolution de l'Assemblée nationale française a en effet empêché la concrétisation d'un projet de loi qui prévoyait l'institution d'un collège unique et cinq députés pour le Tchad. Deux sièges de députés sont en jeu pour le deuxième collège réservé aux autochtones. Six listes présentent des candidats, dont la liste d'« Action sociale tchadienne » que porte El Goni. Sont élus Gabriel Lisette, de l'« Union tchadienne », avec 44,40 % des suffrages exprimés, et Arabi El Goni, avec 35,72 % des suffrages exprimés.
Arabi El Goni sera réélu lors des législatives de 1958.